# Moscow Ladies Open 1995
Moscow Ladies Open 1995 — жіночий тенісний турнір, що відбувся на закритих кортах з килимовим покриттям спорткомплексу Олімпійський у Москві (Росія). Належав до турнірів 3-ї категорії в рамках Туру WTA 1995.
Тривав з 18 до 23 вересня 1995 року. Відбувсь уп'яте (перший турнір мав назву Virginia Slims of Moscow 1989.
Для Анни Курнікової це був дебют у турі WTA. У змаганнях одиночного розряду вона подолала стадію кваліфікації, потім у першому колі перемогла німкеню Маркету Кохут, але в другому колі поступилась третій сіяній бельгійці Сабін Аппельманс.

## Переможниці та фіналістки

### Одиночний розряд
Магдалена Малеєва —  Макарова Олена Олексіївна 6–4, 6–2
- Для Малеєвої це був 1-й титул в одиночному розряді за сезон і 3-й — за кар'єру.

### Парний розряд
Мередіт Макґрат /  Лариса Савченко-Neiland —  Анна Курнікова /  Александра Ольша 6–1, 6–0
- Для Макґрат це був 4-й титул за сезон і 22-й - за кар'єру. Для Савченко це був 4-й титул за сезон і 55-й — за кар'єру.